# Mégane Moissonnier
Mégane Moissonnier (née le 25 novembre 1997) est une cavalière française de saut d'obstacles.

## Biographie
Elle grandit dans le monde du cheval, apprenant à monter à poney dès deux ou trois ans, à Lent, dans l'Ain ; son père est lui-même un ancien cavalier de concours complet haut niveau,. Ses parents ont une exploitation agricole où ils élèvent à la fois des bovins et des chevaux.
Elle participe à la tournée des As, catégorie poneys, dès l'âge de onze ans,. Elle monte un grand nombre de poneys et de chevaux pendant l'adolescence, en franchissant chaque année des catégories de concours. Elle subit deux fractures de la clavicule en 2014.
Elle poursuit aussi des études, en comptabilité-gestion.
Elle n'est pas retenue parmi les cavaliers français sélectionnés aux Jeux olympiques d'été de 2024. En 2024, après la vente de son meilleur cheval Cordial, elle espère réintégrer l'équipe de France de saut d'obstacles avec ses chevaux Bracadabra et Fais pas ça.

## Palmarès
- 2009 : championne de France catégorie D1 Excellence Poney[2] ;
- 2012 : 2e du Grand Prix du CSIP de Fontainebleau, avec Jimmerdor de Florys[2] ;
- 2013 : 4e du championnat de France As poney élite excellence[2] ;
- avril 2024 : vainqueur du Grand Prix du CSI3* de Grimaud, avec Bracadabra[8] ;
- Mai 2025 : vainqueur du Grand Prix de Bourg en Bresse, CSI 4*

## Chevaux
En janvier 2019, elle récupère l'étalon Balou Star des écuries de la britannique Millie Allen,.
Au printemps 2019, elle monte l'étalon Holsteiner Cordial, vendu en 2023 à Denis Lynch,.